# Vadim Petrov
Vadim Petrov (Praga, 24 de mayo de 1932-Ibídem., 7 de diciembre de 2020) fue un pianista y compositor checo de ascendencia rusa. Petrov se desempeñó en música clásica y popular.

## Biografía
Provenía de la familia de un emigrante ruso de origen aristocrático, médico de familia, residente en Žižkov un barrio al este de la ciudad de Praga. Al principio, asistió a una escuela secundaria rusa en el distrito Pankrác de Praga, tiempo durante el cual se estaba preparando para sus futuros estudios de piano y composición en la Facultad de Música de la Academia de Artes Escénicas (AMU), tomando lecciones de piano con Berta Kabeláčová, al igual teoría musical y lecciones de composición con Miloslav Kabeláč. En la Academia fue alumno de Jaroslav Řídký entre 1952 y 1956. Su composición de graduación fue el poema sinfónico The Vítkov Hill (Vítkov - el lugar de la batalla decisiva en 1420 cerca de Praga). Trabajó en el Centro de Educación Municipal de Praga, donde estuvo a cargo del departamento de Entretenimiento Folclórico. 
En la década de 1960 fundó el Conservatorio del Pueblo especializado en música de baile y jazz (ahora Conservatorio y Colegio Jaroslav Ježek), y se convirtió en su primer director.
Después de quejarse del movimiento Primavera de Praga en 1968, su trabajo artístico fue prohibido. Sin embargo, logró asegurar el puesto de profesor en el Conservatorio y Escuela Secundaria para Discapacitados Visuales Jan Deyl. Posteriormente se trasladó al Conservatorio de Praga, donde enseñó teoría musical y composición desde 1976 hasta 1992. Presidió la junta administrativa de Dilia, una agencia internacional que brinda protección de derechos de autor.
Premiado en el 2003 con Supraphon Gold y Platinum Disc, Petrov compuso cerca de 1300 obras, concentrándose en su producción principalmente en música para teatro, cine, radio y televisión. Además, fue autor de composiciones orquestales y de cámara de concepción tradicional, las denominadas "easy listening", obras corales, canciones, chansons populares o música para prosa y recitación de poesía.

## Vida personal
Su nieta es la modelo Linda Vojtová. Petrov falleció el 7 de diciembre de 2020 a los ochenta y ocho años.

## Películas
1. Tobogan (1989)
2. Sedmé nebe (1987)
3. Úsměv diabla (1987) ... a.k.a. . La sonrisa del diablo (internacional: título en inglés)
4. Krtek, (1974-1994) ... también conocido como Little Mole (Internacional: título en inglés)
5. Osudy dobrého vojáka Švejka (1986) ... también conocido como El buen soldado Schweik
6. Ohnivé ženy se vracejí (1986) (TV) (compositor supervisor)
7. Už se nebojím (1984)
8. Šéfe, vrať se! (1984) (serie de TV)
9. O bílém jadýrku (1983) (TV)
10. Lukáš (1982)
11. Šéfe, to je věc! (1982) (TV)
12. Poste de Trnové (1981)
13. Řetěz (1981) ... también conocido como La cadena
14. Útěky domů (1980)
15. Causa králík (1980) ... también conocido como Pago en especie (Reino Unido) ... también conocido como The Rabbit Case (Internacional: título en inglés)
16. Modrá planeta (1977) ... aka El planeta azul
17. Krkonošské pohádky (1974) Serie de televisión (1974) ... también conocido como Cuento de hadas en las montañas de Krkonoše (internacional: título en inglés)